# Lino Zani
Lino Zani (Temù, 27 febbraio 1957) è un conduttore televisivo, scrittore e alpinista italiano.

## Biografia
Lino cresce in alta montagna dove per oltre 30 anni gestisce con la famiglia un rifugio estivo a 3000 m. Scala le più alte vette del mondo e organizza varie spedizioni tra cui le più importanti al Polo Sud e al Polo Nord con l'amico Mike Bongiorno. Per dieci anni ha fatto parte dell'organizzazione dell’Alpirod, gara internazionale di cani da slitta.
Maestro di sci, alpinista, per anni consulente del Ministero per gli Affari Regionali in materia di montagna, si specializza anche come location manager e responsabile di produzione per numerosi film e campagne pubblicitarie per importanti aziende soprattutto in località di montagna.
Produttore di alcuni importanti programmi televisivi come I Miti della Montagna su Rete 4 e Piccoli Sciatori su Rai 2.
Nel 2011 decide di narrare la sua vita nel libro Era Santo era Uomo, il racconto di una bella amicizia nata tra le sue montagne con papa Giovanni Paolo II. Nel 2013 il libro viene adattato nel film Non avere paura - Un'amicizia con Papa Wojtyla per Rai 1, che lo vede partecipe anche come coordinatore della produzione. Dal 2014/2015 è autore e collaboratore di Linea Bianca, affiancando Massimiliano Ossini alla conduzione, e “I Rifugi più belli d’Italia”, rubrica fissa all'interno del programma estivo di Rai 1 Unomattina estate.
Nel 2017 Lino Zani è stato nominato Mountain Partnership Goodwill Ambassador per l'Italia in occasione della Giornata Internazionale della Montagna 2017 durante il Meeting Globale della Mountain Partnership presso la FAO a Roma.
A partire dal 2022 prende il via anche un nuovo programma televisivo, spin-off di Linea Verde, chiamato Linea Verde Sentieri che vede la conduzione di Lino insieme a Margherita Granbassi e Giulia Capocchi.

## Attività
Libri
- Lino Zani e Marilù Simoneschi, Era Santo era Uomo, Edizioni Mondadori, 2011, ISBN 9788852019173.[3]

Film per la TV
- Non avere paura - Un'amicizia con Papa Wojtyla - 2013 (produzione)

Programmi televisivi
- Linea Bianca - autore e collaboratore (2014-in corso)
- Unomattina estate - "I rifugi più belli d'Italia" (rubrica) (2014-2016) - Conduttore insieme a Claudia Andreatti[4]
- Linea Verde Sentieri - conduttore insieme a Margherita Granbassi (2022-2023) e Giulia Capocchi (2022 e 2024) (2022-in corso)[5]